# Dmitri Iouchkevitch
Temple de la renommée russe : 2014
Dmitri Sergueïevitch Iouchkevitch - en russe : Дмитрий Сергеевич Юшкевич et en anglais : Dmitri Yushkevich - (né le 19 novembre 1971 à Tcherepovets en URSS) est un joueur professionnel russe de hockey sur glace devenu entraîneur.

## Biographie

### Carrière de joueur
En 1988, il commence sa carrière avec le Torpedo Iaroslavl dans le championnat d'URSS. Il est choisi en 1991 au cours du repêchage d'entrée dans la Ligue nationale de hockey par les Flyers de Philadelphie en 6e ronde, en 122e position. Il a remporté le championnat russe avec le Dynamo Moscou en 1992. Il rejoint alors la LNH. Il a porté les couleurs des Flyers, des Maple Leafs de Toronto, des Panthers de la Floride et des Kings de Los Angeles. Il met un terme à sa carrière en 2010.

### Carrière internationale
Il a représenté l'URSS puis la Russie au niveau international. Il est champion olympique 1992, et médaillé d'argent en 1998. Il a participé à quatre éditions du championnat du monde avec un bilan d'une médaille d'or.

### Carrière d'entraîneur
En 2010, il est nommé entraîneur adjoint d'Andreï Tarassenko au Sibir Novossibirsk dans la KHL.

## Trophées et honneurs personnels
- Championnat du monde
  - 1993 : élu meilleur défenseur.
- Championnat de monde junior
  - 1991 : élu dans l'équipe type.
- Ligue nationale de hockey
  - 1991 : participe au Match des étoiles.
- Superliga
  - 2006 : participe au Match des étoiles avec l'équipe Est.

## Statistiques

### En club
| Saison     | Équipe                  | Ligue      |     | Saison régulière | Saison régulière | Saison régulière | Saison régulière | Saison régulière |    | Séries éliminatoires | Séries éliminatoires | Séries éliminatoires | Séries éliminatoires | Séries éliminatoires |
| Saison     | Équipe                  | Ligue      | PJ  | B                | A                | Pts              | Pun              | PJ               | B  | A                    | Pts                  | Pun                  |                      |                      |
| 1988-1989  | Torpedo Iaroslavl       | URSS       | 23  | 2                | 1                | 3                | 8                |                  |    |                      |                      |                      |                      |                      |
| 1989-1990  | Torpedo Iaroslavl       | URSS       | 40  | 2                | 3                | 5                | 39               |                  |    |                      |                      |                      |                      |                      |
| 1991-1992  | Dynamo Moscou           | URSS       | 35  | 5                | 7                | 12               | 14               |                  |    |                      |                      |                      |                      |                      |
| 1992-1993  | Flyers de Philadelphie  | LNH        | 82  | 5                | 27               | 32               | 71               | --               | -- | --                   | --                   | --                   |                      |                      |
| 1993-1994  | Flyers de Philadelphie  | LNH        | 75  | 5                | 25               | 30               | 86               | --               | -- | --                   | --                   | --                   |                      |                      |
| 1994-1995  | Torpedo Iaroslavl       | Superliga  | 10  | 3                | 4                | 7                | 8                | --               | -- | --                   | --                   | --                   |                      |                      |
| 1994-1995  | Flyers de Philadelphie  | LNH        | 40  | 5                | 9                | 14               | 47               | 15               | 1  | 5                    | 6                    | 12                   |                      |                      |
| 1995-1996  | Maple Leafs de Toronto  | LNH        | 69  | 1                | 10               | 11               | 54               | 4                | 0  | 0                    | 0                    | 0                    |                      |                      |
| 1996-1997  | Maple Leafs de Toronto  | LNH        | 74  | 4                | 10               | 14               | 56               | --               | -- | --                   | --                   | --                   |                      |                      |
| 1997-1998  | Maple Leafs de Toronto  | LNH        | 72  | 0                | 12               | 12               | 78               | --               | -- | --                   | --                   | --                   |                      |                      |
| 1998-1999  | Maple Leafs de Toronto  | LNH        | 78  | 6                | 22               | 28               | 88               | 17               | 1  | 5                    | 6                    | 22                   |                      |                      |
| 1999-2000  | Maple Leafs de Toronto  | LNH        | 77  | 3                | 24               | 27               | 55               | 12               | 1  | 1                    | 2                    | 4                    |                      |                      |
| 1999-2000  | Torpedo Iaroslavl       | Superliga  | 7   | 2                | 3                | 5                | 2                |                  |    |                      |                      |                      |                      |                      |
| 2000-2001  | Maple Leafs de Toronto  | LNH        | 81  | 5                | 19               | 24               | 52               | 11               | 0  | 4                    | 4                    | 12                   |                      |                      |
| 2001-2002  | Maple Leafs de Toronto  | LNH        | 55  | 6                | 13               | 19               | 26               | --               | -- | --                   | --                   | --                   |                      |                      |
| 2002-2003  | Panthers de la Floride  | LNH        | 23  | 1                | 6                | 7                | 14               | --               | -- | --                   | --                   | --                   |                      |                      |
| 2002-2003  | Kings de Los Angeles    | LNH        | 42  | 0                | 3                | 3                | 24               | --               | -- | --                   | --                   | --                   |                      |                      |
| 2002-2003  | Flyers de Philadelphie  | LNH        | 18  | 2                | 2                | 4                | 8                | 13               | 1  | 4                    | 5                    | 2                    |                      |                      |
| 2003-2004  | Lokomotiv Iaroslavl     | Superliga  | 35  | 7                | 11               | 18               | 34               | 3                | 0  | 2                    | 2                    | 4                    |                      |                      |
| 2004-2005  | Severstal Tcherepovets  | Superliga  | 54  | 6                | 21               | 27               | 56               | --               | -- | --                   | --                   | --                   |                      |                      |
| 2005-2006  | Metallourg Magnitogorsk | Superliga  | 49  | 8                | 21               | 29               | 38               | 11               | 5  | 10                   | 15                   | 2                    |                      |                      |
| 2006-2007  | SKA Saint-Pétersbourg   | Superliga  | 36  | 1                | 9                | 10               | 38               | --               | -- | --                   | --                   | --                   |                      |                      |
| 2007-2008  | Severstal Tcherepovets  | Superliga  | 29  | 0                | 2                | 2                | 22               | --               | -- | --                   | --                   | --                   |                      |                      |
| 2008-2009  | Sibir Novossibirsk      | KHL        | 56  | 6                | 20               | 26               | 74               | --               | -- | --                   | --                   | --                   |                      |                      |
| 2009-2010  | Kärpät Oulu             | SM-liiga   | 41  | 4                | 14               | 18               | 20               | 8                | 0  | 4                    | 4                    | 10                   |                      |                      |
| Totaux LNH | Totaux LNH              | Totaux LNH | 786 | 43               | 182              | 225              | 659              | 72               | 4  | 19                   | 23                   | 52                   |                      |                      |